# Yooka-Laylee
Yooka-Laylee è un videogioco a piattaforme sviluppato da Playtonic Games e pubblicato da Team17 per Linux, macOS, Microsoft Windows, PlayStation 4, Xbox One, Nintendo Switch. Il gioco fa anche parte del lancio del nuovo servizio di cloud gaming Amazon Luna. Originariamente era previsto lo sviluppo per la versione Wii U, ma poi venne cancellato a favore della versione per Switch.
Yooka-Laylee è stato sviluppato da Playtonic Games, un team formato da alcuni membri dell'ex personale chiave di Rare durante l'era Nintendo 64, come successore spirituale della loro serie di giochi Banjo-Kazooie ed altre opere. Tra questi, Chris Sutherland, Steve Mayles, Steven Hurst e Grant Kirkhope, dello staff di Banjo-Kazooie, ripresero i loro rispettivi ruoli.
In data 19 agosto 2021, il gioco è stato reso gratuito per una settimana su Epic Game Store.

## Trama
Yooka e Laylee lasciano la loro casa a Baia Del Naufragio per avventurarsi all'interno delle sale di lavoro di una pericolosa attività conosciuta come le Torri D'Alveorio S.r.l., per cercare le "Pagie" necessarie per sbloccare i misteriosi Gran Tomi ed impedire a Capital B e Dr. Quack di assorbire tutta la letteratura del mondo, trasformandola in puro profitto.

## Modalità di gioco
Il giocatore controlla due personaggi che agiscono simultaneamente, un camaleonte maschio chiamato Yooka, che viene descritto come "sensibile", ed un pipistrello femmina di nome Laylee, descritta come "un po' pazza". Il gioco è inteso come risurrezione e modernizzazione del genere platform 3D "collectathon" degli ultimi anni '90 ed i primi anni 2000, dove è importante raccogliere oggetti di vario tipo per poter progredire nel gioco. Durante le loro avventure, Yooka e Laylee esplorano i mondi contenuti in libri magici e compiono sfide per raccogliere le "Pagie": pagine di libri dorate che i giocatori possono utilizzare per sbloccare nuovi mondi o per espandere quelli già sbloccati.

## Personaggi
- Yooka: il buffo camaleonte verde protagonista del gioco. È altruista e generoso, coraggioso e sempre pronto ad aiutare gli altri.
- Laylee: il pipistrello viola compagna di avventure di Yooka. È più cinica e pratica di quest'ultimo ed è molto critica e sarcastica.
- Capital B: il malvagio neo presidente delle Torri D'Alveorio, vuole utilizzare il Narrativator 64 per impadronirsi di tutti i libri del mondo e detenere il monopolio assoluto sul mercato. È crudele, senza scrupoli e apparentemente sicuro di sé ma totalmente asservito al suo consiglio di amministrazione dal quale è anche terrorizzato. Il suo aspetto è quello di un fuco antropomorfo.
- Dr. Quack: è il germano reale vicepresidente delle Torri D'Alveorio, braccio destro di Capital B ed inventore del Narrativator 64. Viene spesso maltrattato e svilito dal suo capo, spera segretamente di soffiargli la carica di presidente.
- Trowzer: il serpente venditore che guida Yooka e Laylee durante la loro avventura, insegna loro delle mosse speciali in cambio di piume. Sostiene di essere un venditore di successo ma Yooka e Laylee sono probabilmente i suoi soli clienti.
- Dr. Puzz: la scienziata delle Torri D'Alveorio alla quale il Dr. Quack ha rubato tutte le ricerche nonché il posto. Inventrice del Raggio DNA, la macchina che grazie ai Molecholus è in grado di trasformare Yooka e Laylee.
- Rextro: il dinosauro pixellato che gestisce la linea di cabinati Rextro’s Software Entertainment; in ogni mondo è possibile giocare ad alcuni minigiochi arcade in cambio di una monetina.
- Vendi: il distributore automatico che permette di sbloccare i tonici modificatori completando una determinata sfida; equipaggiandoli, è possibile cambiare o migliorare le caratteristiche ed abilità di Yooka e Laylee.
- Kartos: il carrello da miniera che percorre i binari dei Gran Tomi per trasportare l'oro. Raccogliendo 100 gemme prima del traguardo, si ottiene una Pagie.

## Sequel
Yooka-Laylee and the Impossible Lair è il seguito del gioco, uscito l'8 ottobre 2019, per Nintendo Switch, Playstation 4, Xbox One e Microsoft Windows.
Yooka è anche un costume DLC gratuito nel videogioco Kao the Kangaroo (2022).
A giugno 2024 è stata annunciato Yooka-Replaylee, remastered di questo primo capitolo con nuovi contenuti esclusivi.